# Философов, Николай Илларионович
Николай Илларионович Философов (1804, Загвоздье, Санкт-Петербургская губерния — 7 [19] июня 1854) — генерал-лейтенант, участник русско-турецкой войны 1828—1829 годов, в последние годы жизни директор Пажеского корпуса.

## Биография

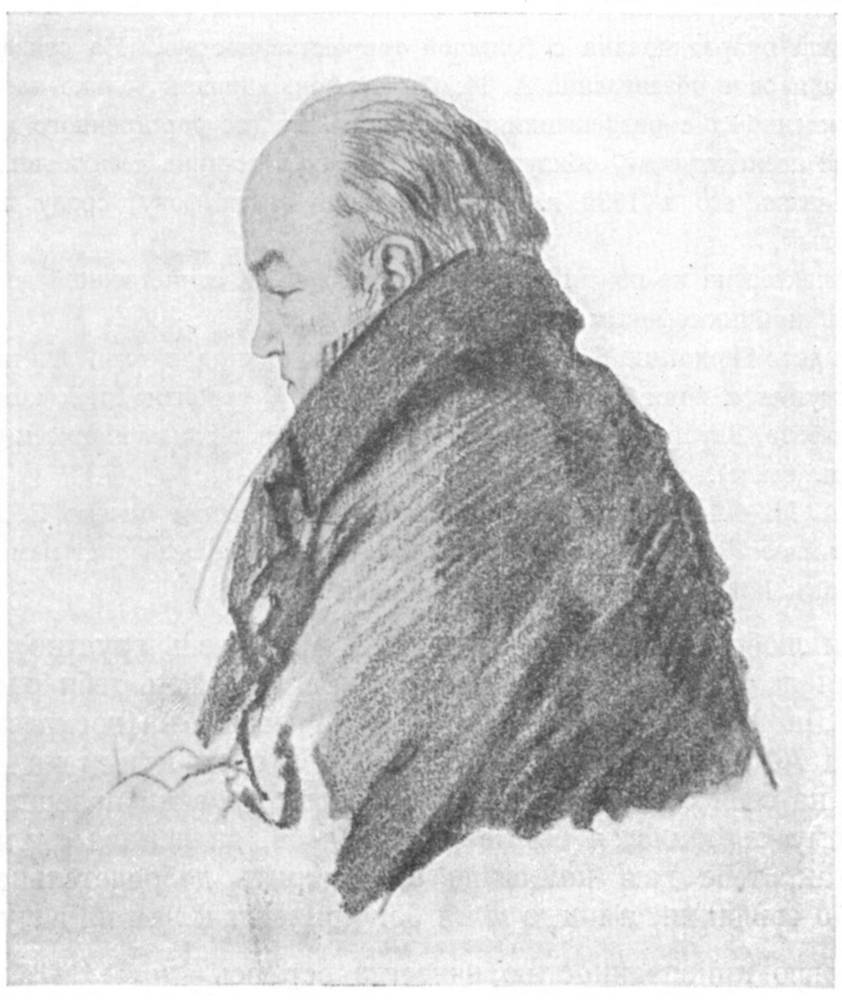
Отец И. Н. Философов
Рисунок О. А. Кипренского.

Родился на мызе Загвоздье Новоладожского уезда Санкт-Петербургской губернии, принадлежавшей его отцу, небогатому помещику отставному инженер-капитану Иллариону Никитичу (1760-е — конец 1830-х). Мать — Пелагея Алексеевна Философова, урождённая Барыкова (1764—?). У него был старший брат Алексей (впоследствии генерал-адъютант) и четыре сестры: Наталья, Прасковья, Надежда и Екатерина.
Философовы дружили с семейством знаменитого полярного исследователя и гидрографа Гавриила Андреевича Сарычева, приезжавшим отдыхать в своё имение Борки, расположенное неподалёку. Там же часто навещал брата контр-адмирал Алексей Андреевич Сарычев со обширным семейством которого Философовы так же были близки.
Отец Николая Илларионовича и был знаток и ценитель искусства. На этой почве он весьма близко сошёлся с соседним богатым помещиком и родственником жены — отставным майором Алексеем Романовичем Томиловым, известным меценатом и покровителем русских живописцев: И. К. Айвазовского, О. А. Кипренского, А. О. Орловского, А. Г. Венецианова и многих других. Он высоко ценил художественный вкус И. Н. Философова, и охотно прислушивался к его мнению при выборе полотен для своей обширной художественной коллекции. В такой высококультурной среде прошло детство Николая Илларионовича.
1821 год — вступил в службу юнкером в лейб-гвардии 1-ю артиллерийскую бригаду.
1822 год — произведён в первый офицерский чин.
1828—1829 год — в Турецком походе рядах той же бригады. Отличился при обложении и взятии крепости Варны, за что был награждён орденами св. Анны 3-й степени и св. Владимира 4-й степени с бантами.
1830 год — произведен в штабс-капитаны.
1832 год — назначением командиром 3-й батарейной роты лейб-гвардии 2-ю артиллерийской бригады.
1833 год — произведен в полковники.
1838 год — получил в командование 3-ю гвардейскую и гренадерскую артиллерийскую бригаду.
3 (15) декабря 1842 года — награждён орденом Святого Георгия 4-го класса № 6705.
1843 год — за отличие произведен в генерал-майоры.
1844 год — переведен на ту же должность в лейб-гвардии 1-ю артиллерийскую бригаду.
1848 год — назначен в свиту Его Императорского Величества, оставаясь командиром бригады.
1849 год — определён на должность директора Пажеского корпуса.
С 1851 года — оставаясь директором корпуса, состоял в должности воспитателя князя Николая Максимилиановича герцога Лейхтенбергского.
1852 год — произведен в генерал-лейтенанты.

## Награды

Портрет работы неизвестного художника, 1850—1854 г.

- Орден Святой Анны 3-й степени с бантом (1828)[5]
- Орден Святого Владимира 4-й степени с бантом (1828)[5]
- Орден Святого Станислава 2-й степени (1834)[6]
- Орден Святой Анны 2-й степени (1836); императорская корона к ордену (1841)[5]
- Орден Святого Георгия 4-й степени за 25 лет выслуги в офицерских чинах (1842)[5]
- Знак отличия за XV лет беспорочной службы (1842)[6]
- Орден Святого Владимира 3-й степени (1846)[5]
- Знак отличия за XXV лет беспорочной службы (1849)[5]
- Орден Святого Станислава 1-й степени (1850)[5]
- Орден Красного орла 3-й степени (1842, Королевство Пруссия)[5]

## Семья и потомки
Был женат на Варваре Ивановне Кротковой (? —1872), наследнице богатых землевладельцев из Симбирской губернии. Ей принадлежало село Кезьмино с каменной церковью Покрова Пресвятой Богородицы и суконной мануфактурой — около 700 душ крепостных и более четырёх тысяч десятин земли, которое она завещала своим детям: Александре Николаевне (1849— ?; замужем с 24 апреля 1883 года за художником Павлом Павловичем Каменским), Алексею Николаевичу и Иллариону Николаевичу Философовым.